# Hojo Morotoki
Hojo Morotoki (Japans: 北条師時) (1275? - 1311) van de Hojo-clan was de tiende shikken (regent) van het Japanse Kamakura-shogunaat en heerste van 1301 tot 1311. Hij was een zoon van Hojo Munemasa, en daarmee een kleinzoon van de vijfde shikken Hojo Tokiyori.
In 1301 volgde hij zijn neef Hojo Sadatoki op als shikken na diens aftreden en toetreding tot het priesterschap. Sadatoki bleef echter wel tokuso (hoofd van de Hojo-clan) en heerste de facto tot zijn dood in 1311.
Morotoki zou samen met zijn vader de Jōchi-ji-tempel hebben gesticht tussen 1281 en 1283.
Morotoki stierf in 1311 (Ocho 1, 9de maand) op 37 jarige leeftijd.